# ليون وات
ليون وات هو سياسي أسترالي، ولد في 6 فبراير 1937. نشط حزبياً في الحزب الليبرالي الأسترالي. وقد انتخب عضو الجمعية التشريعية لأستراليا الغربية ‏.